# Saiano
Saiano (Saià in dialetto bresciano) è una frazione di 3.143 abitanti del comune bresciano Rodengo-Saiano. Fu comune autonomo fino al 18 ottobre 1927, quando dalla fusione con Rodengo venne istituito l'odierno comune.

## Origine del nome
Secondo qualcuno, il nome Saiano deriverebbe da Sejù, parola etrusca dal significato ignoto. Secondo altri, il nome si riferirebbe ad un insediamento di salii, popolo germanico, e starebbe ad indicare "campi seminati", complesso rurale franciacortino o aree libere rurali concesse dai monaci dell'abbazia di San Nicola. Per qualcun altro, il nome deriva dal nome romano della famiglia Seiana, in quanto i nomi Seia e Seius compare in una lapide rinvenuta nella frazione. Secondo altri ancora, deriverebbe dal supposto "fundus Sallianus", dal gentilizio Sellius; su questa origine hanno scommesso scrittori come Gabriele Rosa e Cesare Cantù. Invece, secondo alcuni, il nome deriverebbe dalla Lex salica, il codice professato dai coloni francesi arrivati con la vittoria di Carlo Magno su Brescia.

## Geografia
Saiano è situato a 12 km a nord-ovest da Brescia. Le principali località sono: Delma, Castello, Muraga, Corneto, Cantarana, Cobattola e Bettole.

## Storia
Saiano ha origini risalenti all'epoca romana, come provato dal ritrovato di un cippo funerario romano, dove era presente un castello, ed era attraversato da due strade romane, una che da Brescia andava a Rogno e l'altra che da Brescia andava a congiungersi con Spina, frazione di Erbusco. Il primo nucleo abitato sorse nel Medioevo, attorno al castello di Saiano. Molte sepolture alto medievali fanno pensare che in quel periodo ci fu un lungo assedio, con battaglie cruente e molti morti.  
Sul territorio si aveva la presenza della Badia di Leno, che lasciò la sua impronta nel titolo della chiesa di San Salvatore. A nome della Badia esercitarono predominio feudale la famiglia dei Capitani di Gambara, potenti feudatari che tra il XII e il XIII secolo usurparono gran parte dei beni monastici lenesi. Fino al XVI secolo sul territorio era presente anche un'influenza da parte della pieve di Bovegno, ora la Chiesa di S. Giorgio Martire. Fra le famiglie antiche si trovano i Saiani, che presero il nome dal paese, e i Masperoni, famiglia già presente all'inizio del millennio. 
Negli anni '20 del Novecento, i fascisti subentrarono nel paese; presero il controllo della cooperativa del parroco Giambattista Salvi, fondarono la sede comunale del Fascio e imposero la chiusura delle attività oratoriane e del teatro della parrocchia. Saiano venne unito a Rodengo il 18 ottobre 1927, con il Regio decreto nº 2011. 

## Monumenti e luoghi di interesse
- Chiesa di Cristo Re
- Auditorium San Salvatore, ex-chiesa sconsacrata
- Accademia Symposium (ex "Mondo X", ex convento di frati)
- Villa Maria